# Bourgs sur Colagne
Bourgs sur Colagne ist eine französische Gemeinde mit 2.077 Einwohnern (Stand: 1. Januar 2022) im Département Lozère in der Region Okzitanien. Sie ist der Hauptort des Kantons Bourgs sur Colagne im Arrondissement Mende.
Sie entstand als Commune nouvelle mit Wirkung vom 1. Januar 2016 durch den Zusammenschluss der bisherigen Gemeinden Chirac und Le Monastier-Pin-Moriès, die seither den Status einer Commune déléguée in der neuen Gemeinde haben.

## Lage
Bourgs sur Colagne grenzt im Norden an Saint-Laurent-de-Muret und Antrenas, im Osten an Marvejols, Palhers und Saint-Bonnet-de-Chirac, im Südosten an Les Salelles, im Südwesten an La Canourgue sowie Saint-Germain-du-Teil und Les Salces im Westen. Das Gemeindegebiet gehört zum Regionalen Naturpark Aubrac.

## Gliederung
| Ortsteil                                  | ehemaliger INSEE-Code | Fläche (km²) | Einwohnerzahl am 1. Januar 2022 |
| ----------------------------------------- | --------------------- | ------------ | ------------------------------- |
| Le Monastier-Pin-Moriès (Verwaltungssitz) | 48099                 | 19,30        | .0942                           |
| Chirac                                    | 48049                 | 33,79        | 1.135                           |

## Sehenswürdigkeiten

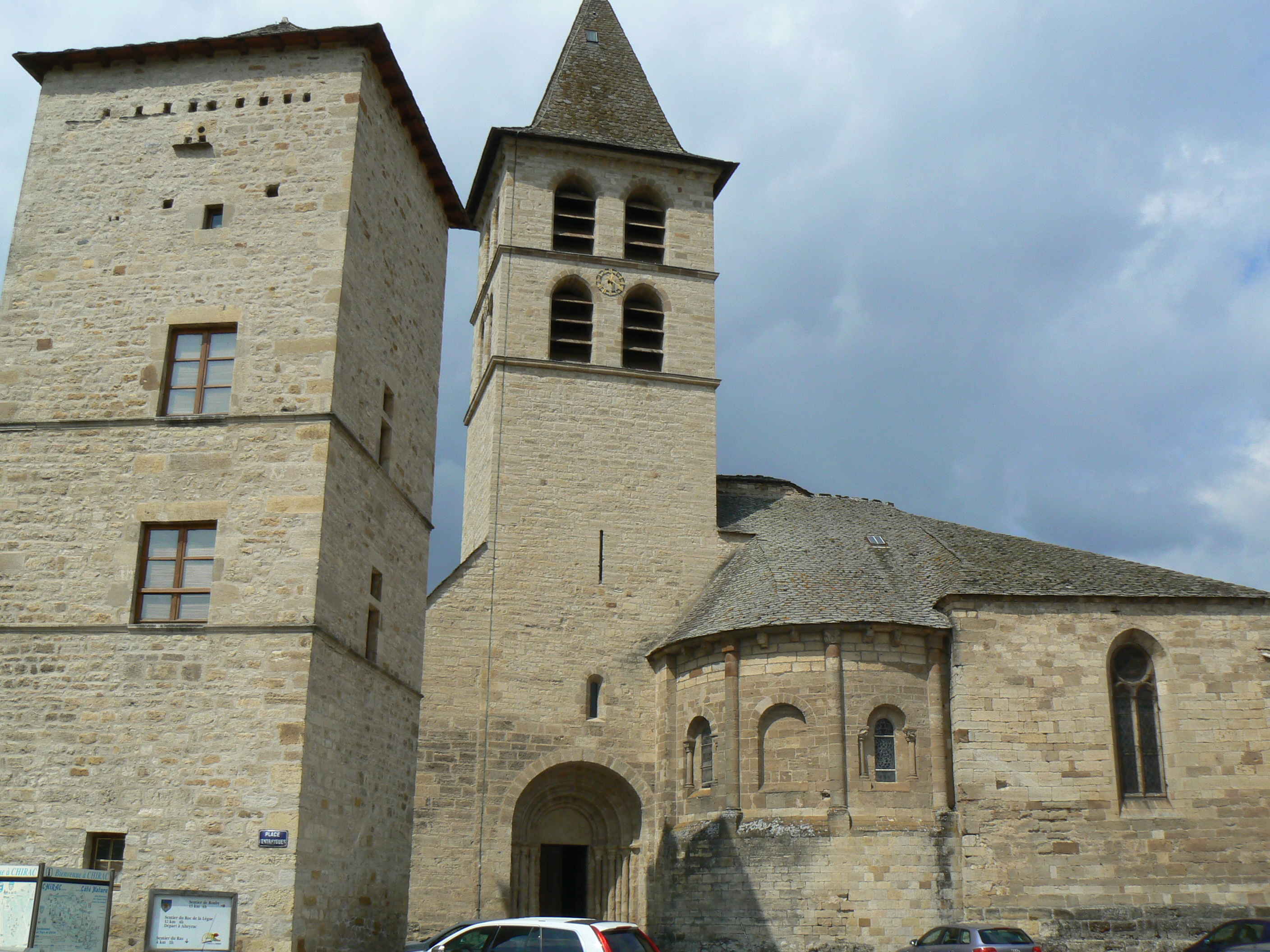
Kirche Saint-Romain in Chirac, Monument historique
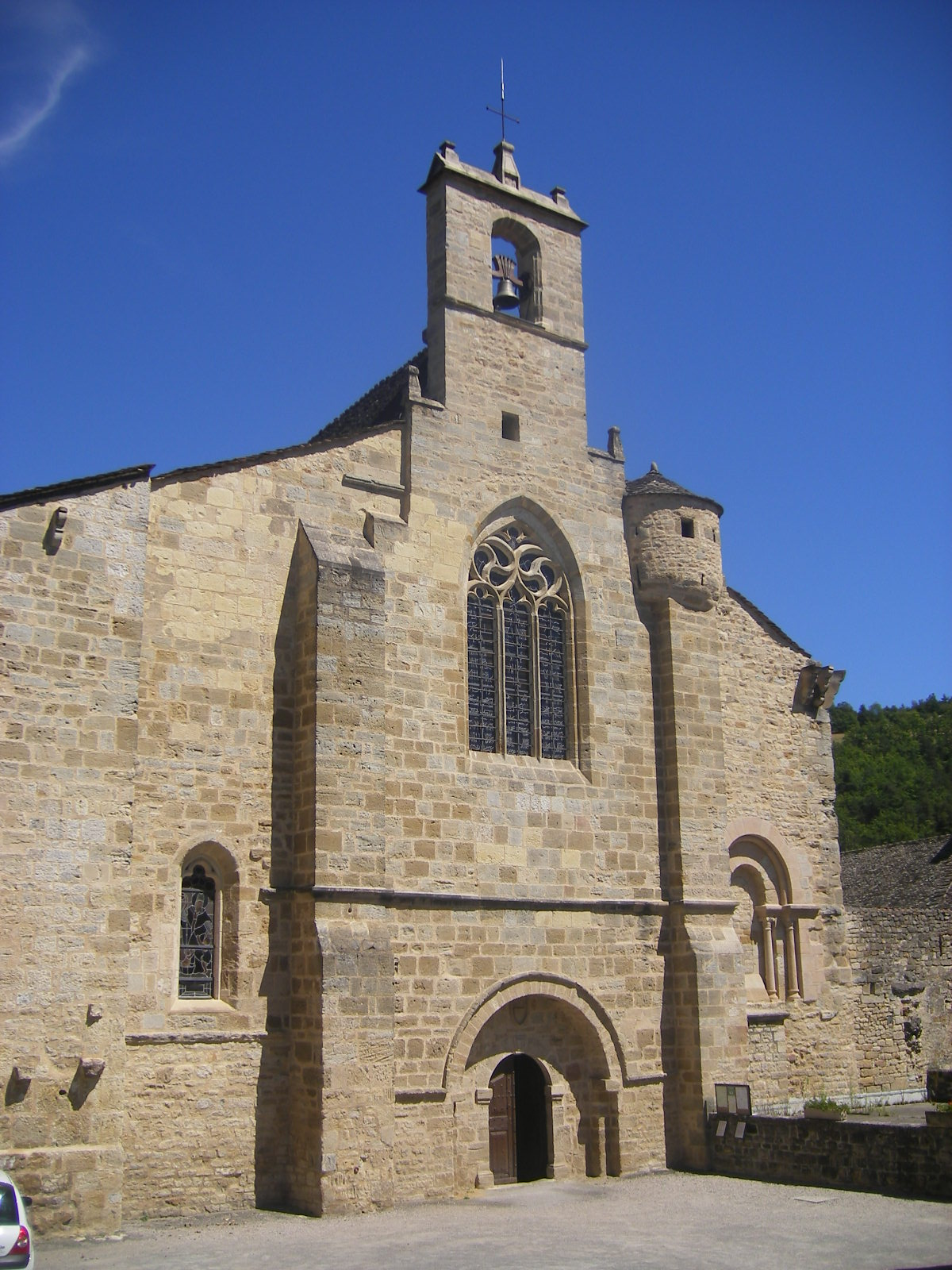
romanische Kirche Saint-Sauveur-de-Chirac, Monument historique
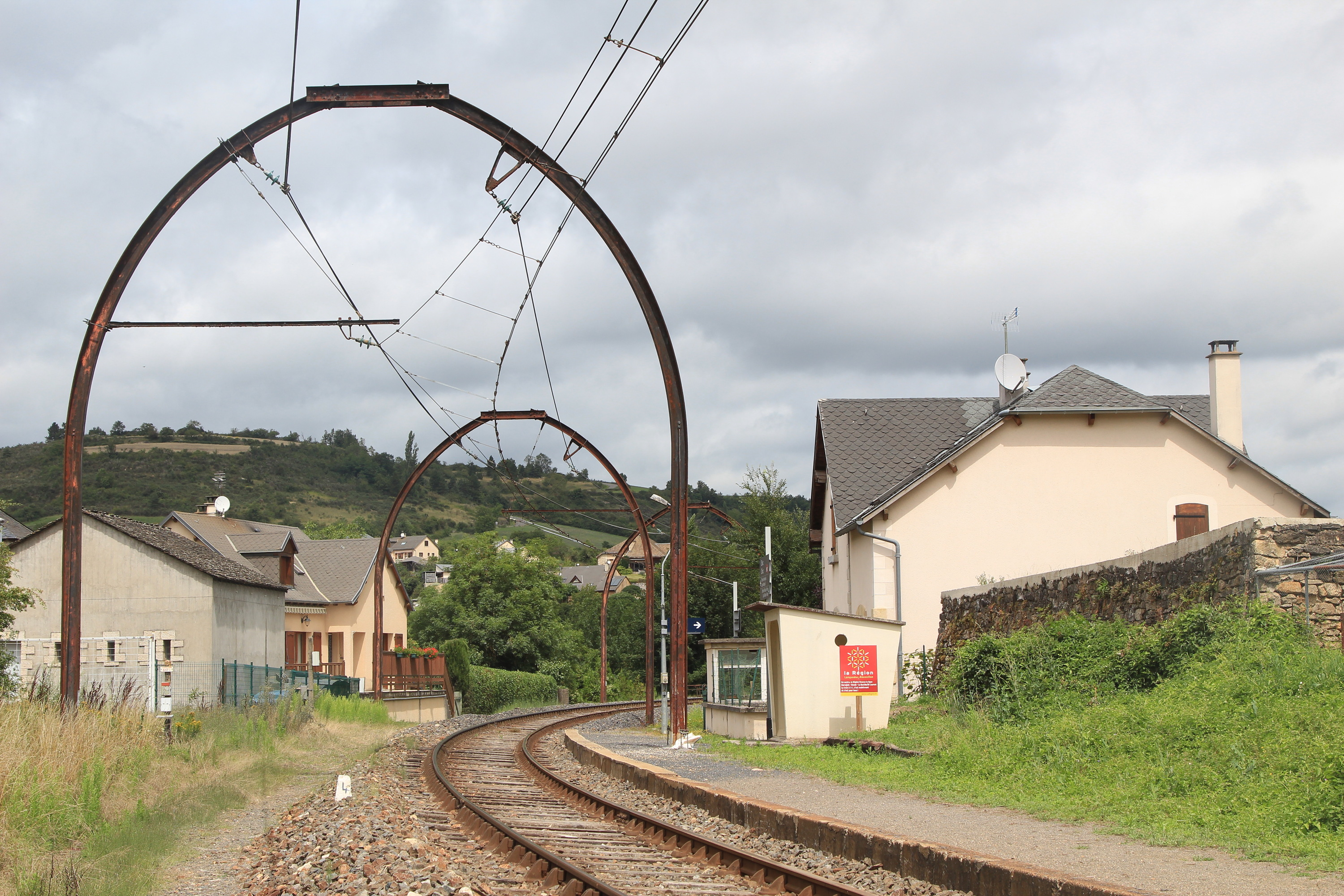
Bahnhof von Chirac
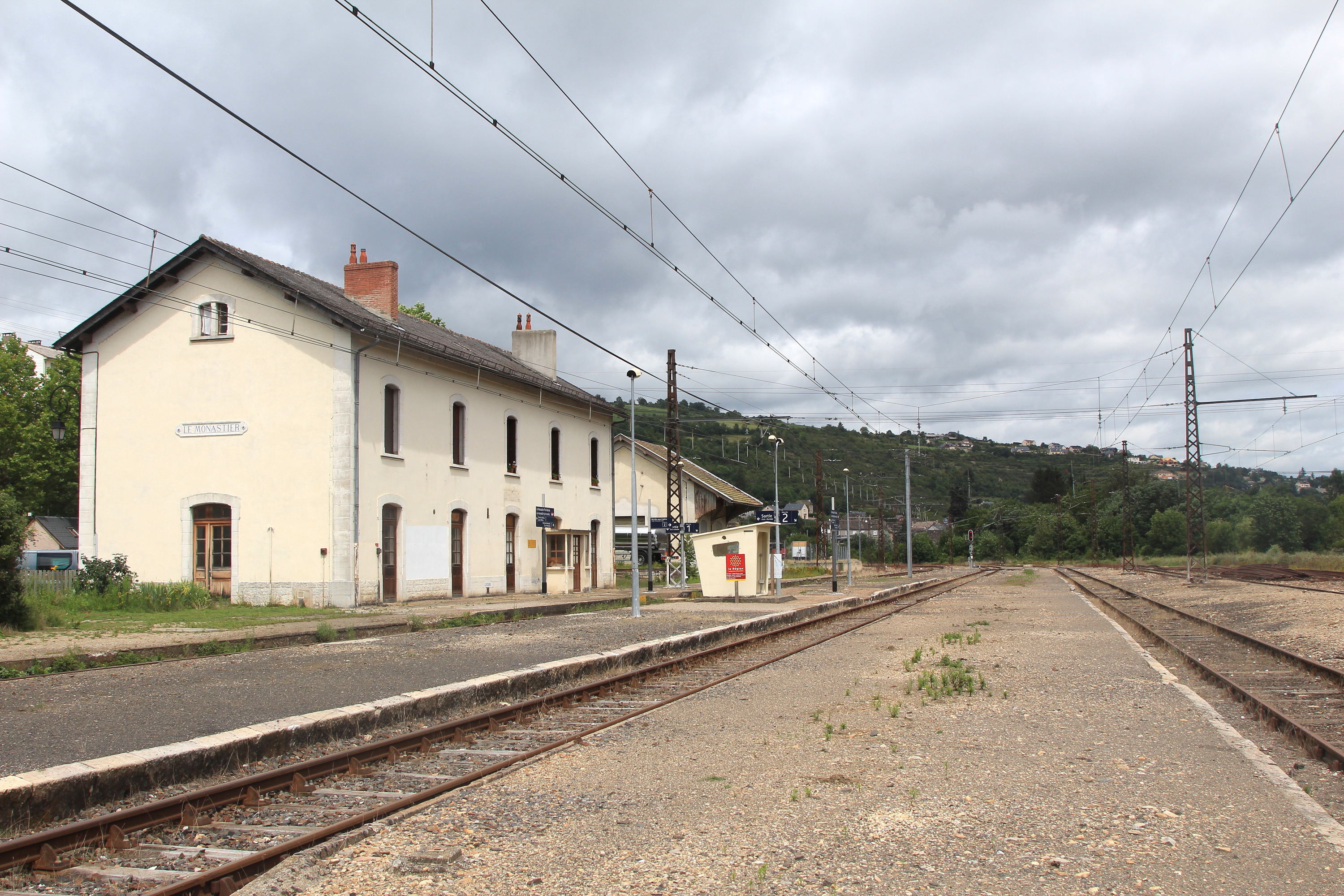
Bahnhof von Le Monastier-Pin-Moriès
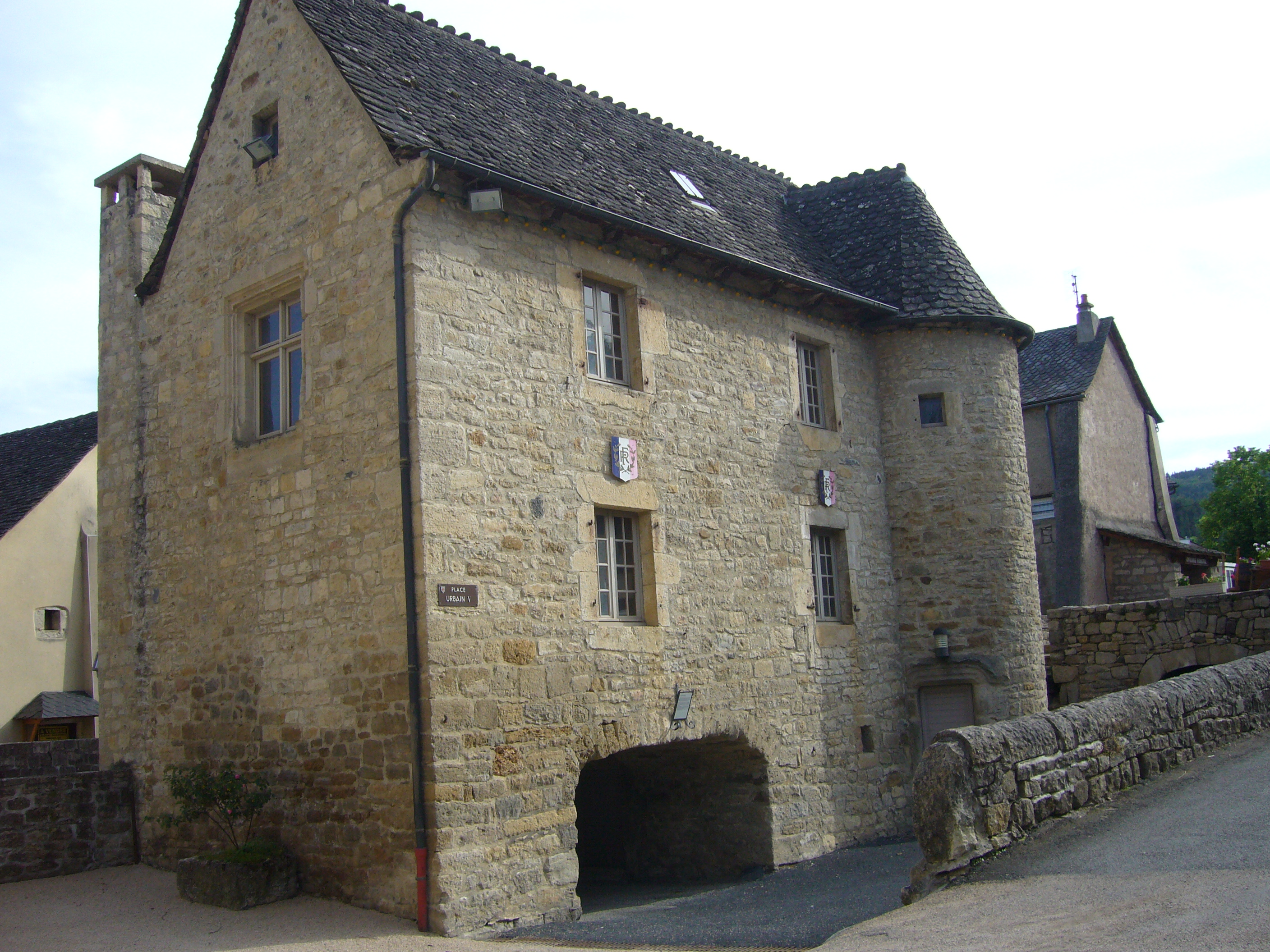
Mairie in Le Monastier-Pin-Moriès
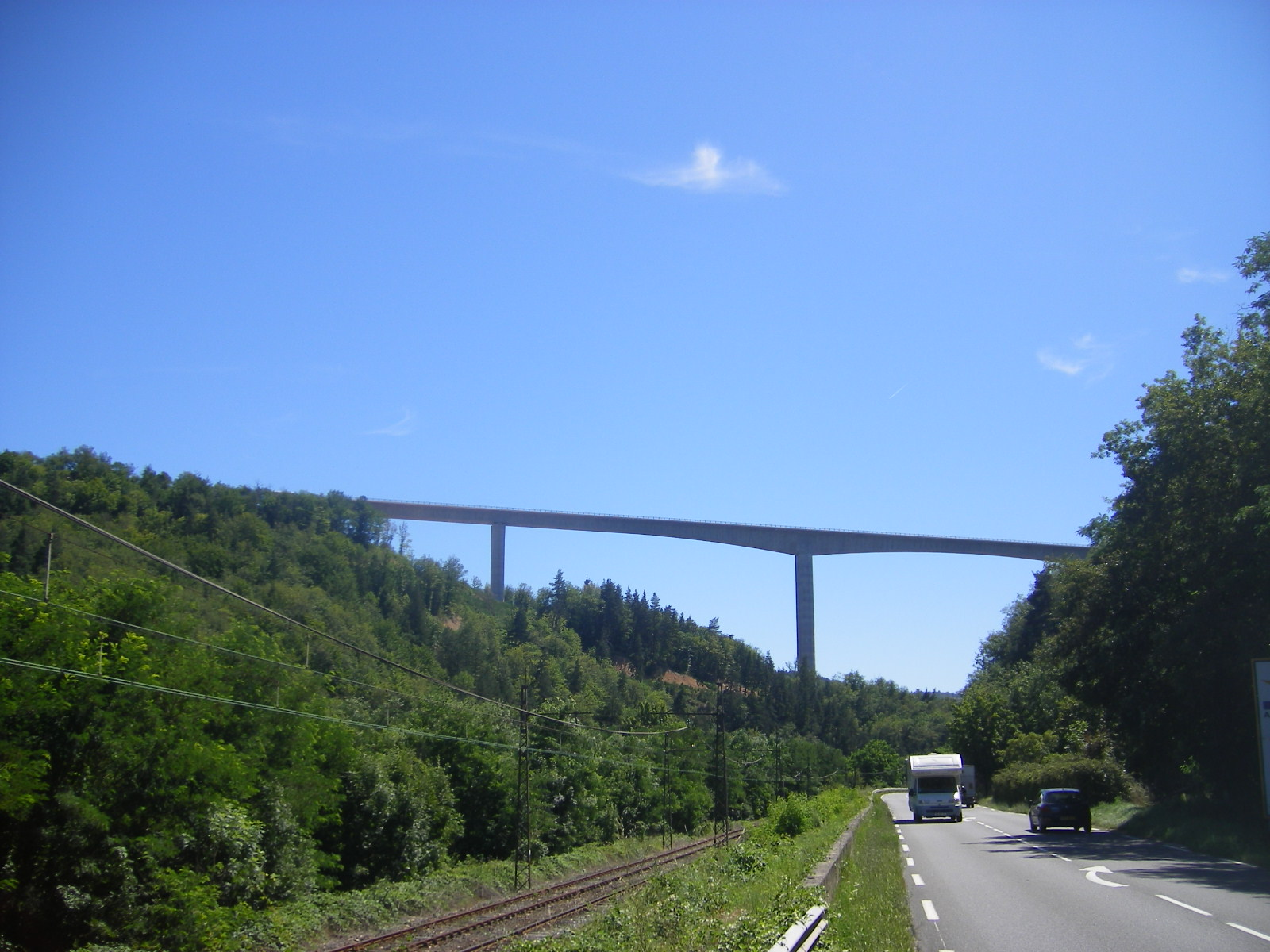
Straßenviadukt bei Le Monastier-Pin-Moriès